# Ultimo
Pour les articles homonymes, voir Ultimo (homonymie).
Ulten (en italien Ultimo) est une commune italienne d'environ 2 900 habitants située dans la province autonome de Bozen, dans la région du Trentin-Sud-Tyrol, dans le Nord-Est de l'Italie.

## Géographie
Ulten est situé au fond de la vallée Ultental (val d'Ultimo), une vallée latérale (droit orographique de l'Etsch) de la vallée de l'Etsch (Etschtal). 
Le premier village de la municipalité d'Ulten, le hameau principal de St. Walburg (Santa Valpurga), est à environ 17,5 km au sud-ouest de Meran (Merano) et à environ 7,5 km de St. Pankraz (San Pancrazio) à une altitude de 1 190 m. Le hameau de Kuppelwies (1 153 m) suit dans la vallée, puis viennent les hameaux de St. Nikolaus (San Nicolò) (1 256 m) et St. Gertraud (Santa Gertrude) (1 501 m). Ulten comprend aussi de nombreuses fermes dispersées.
Le Falschauer (Valsura) draine la vallée et ses cours d'eau latéraux sont utilisés pour la production d'énergie à l'aide de divers réservoirs (lac de Arzkarsee (Lago Quaira), Fischersee (Lago dei Pescatori), Grünsee (Lago Verde), Weißbrunnsee (lac de Fontaine Blanche, Zoggler-Stausee (Lago di Zoccolo). Il y a trois centrales de stockage dans la municipalité, qui appartiennent à la chaîne de centrales hydroélectriques d'Ultental.
La municipalité est entourée sur trois côtés par le massif de l'Ortler.

### Frazione
Les Fraktionen (frazione) d'Ulten sont St. Gertraud, St. Nikolaus, Kuppelwies et St. Walburg.

### Communes limitrophes
Les communes limitrophes sont  Bresimo, Castelbello-Ciardes, Laces, Lauregno, Martello, Naturno, Proves, Rabbi, Rumo et San Pancrazio.

## Histoire
La municipalité d'Ultena été créée en 1810 par la fusion des localités de Kuppelwies, St. Gertraud, St. Nikolaus, St. Pankraz et St. Walburg, et en 1950 le hameau de St. Pankraz s'est séparé, redevenant une municipalité autonome.
À St. Gertraud, un hameau d'Ulten, à Klapfberg, il y a trois spécimens de mélèzes censés être millénaires, car un quatrième spécimen tombé lors d'une tempête dans les années 1930 avait environ deux mille anneaux. Ils sont classés comme monuments naturels par la province autonome de Bozen.

### Armoiries
Les armoiries sont scindées en deux. La partie de gauche représente l'aigle tyrolien ; la seconde, à droite, est noire avec une bande argentée. C'est le signe des comtes d'Eschenlohe, qui ont succédé aux comtes d'Ulten lorsque la famille s'est éteinte. L'aigle représente l'appartenance des Eschenlohe au Tyrol. Les armoiries ont été adoptées en 1967,.

## Société

### Évolution démographique
| 1921  | 1931  | 1936  | 1951  | 1961  | 1971  | 1981  | 1991  | 2001  |
| ----- | ----- | ----- | ----- | ----- | ----- | ----- | ----- | ----- |
| 2 118 | 2 310 | 2 330 | 2 612 | 3 043 | 3 070 | 3 036 | 2 945 | 3 006 |

| 2011  | - | - | - | - | - | - | - | - |
| ----- | - | - | - | - | - | - | - | - |
| 2 920 | - | - | - | - | - | - | - | - |

## Administration
| Période                                  | Période  | Identité          | Étiquette              | Qualité |
| ---------------------------------------- | -------- | ----------------- | ---------------------- | ------- |
| 9 mai 2005                               | 2010     | Rudolf Ties       | Südtiroler Volkspartei |         |
| 2010                                     | En cours | Beatrix Mairhofer | Südtiroler Volkspartei |         |
| Les données manquantes sont à compléter. |          |                   |                        |         |

## Galerie

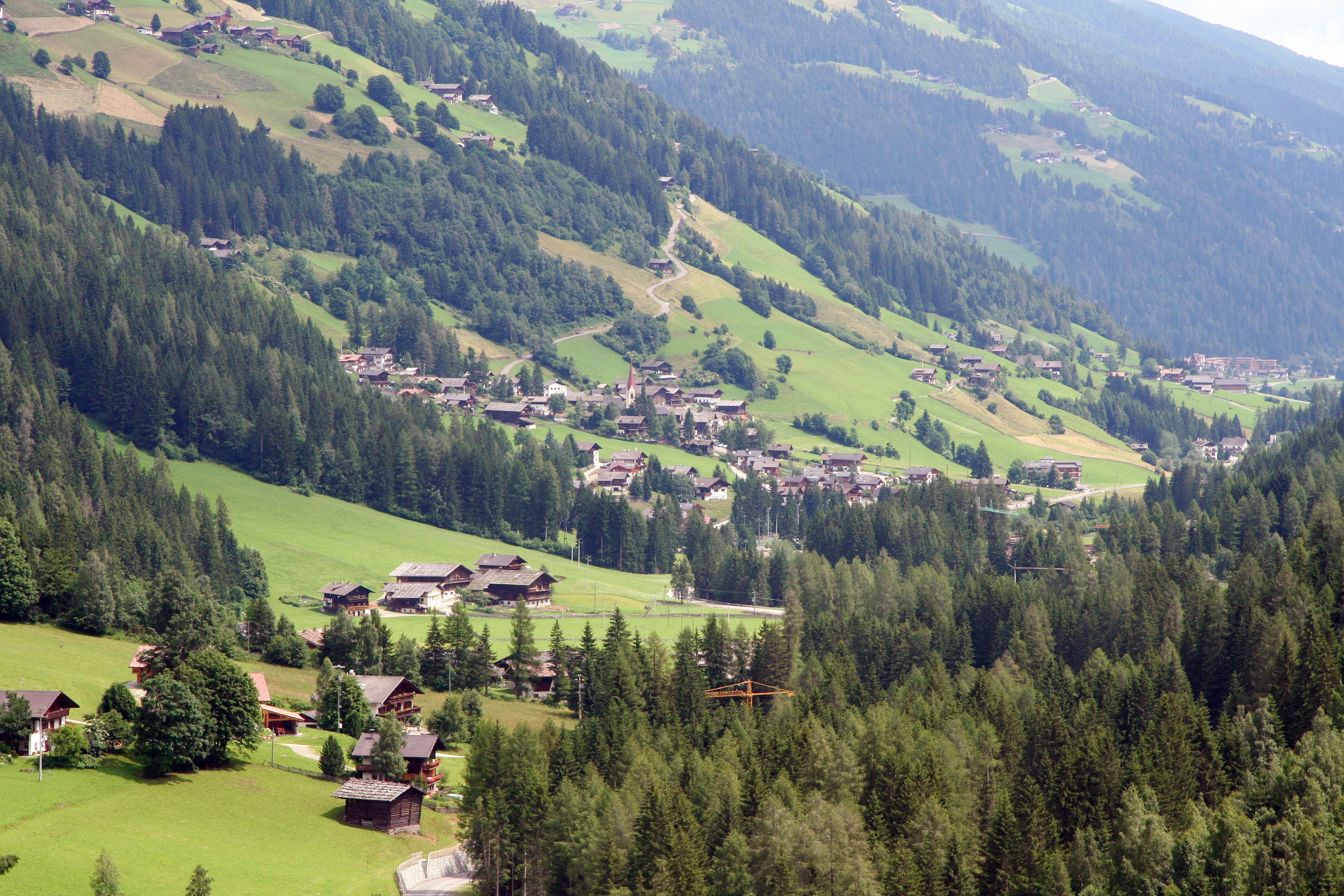
San Nicolò.
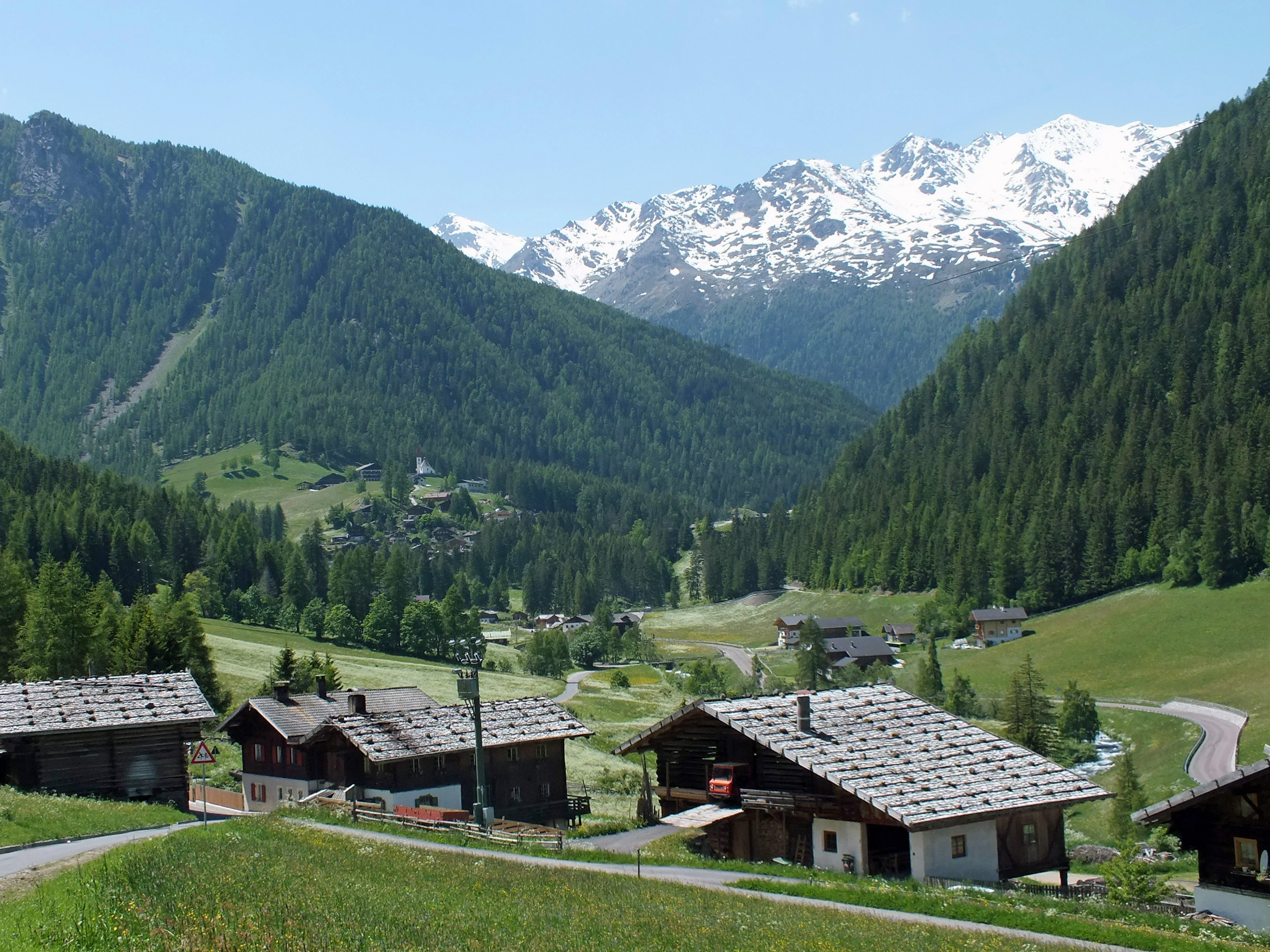
Santa Gertrude.
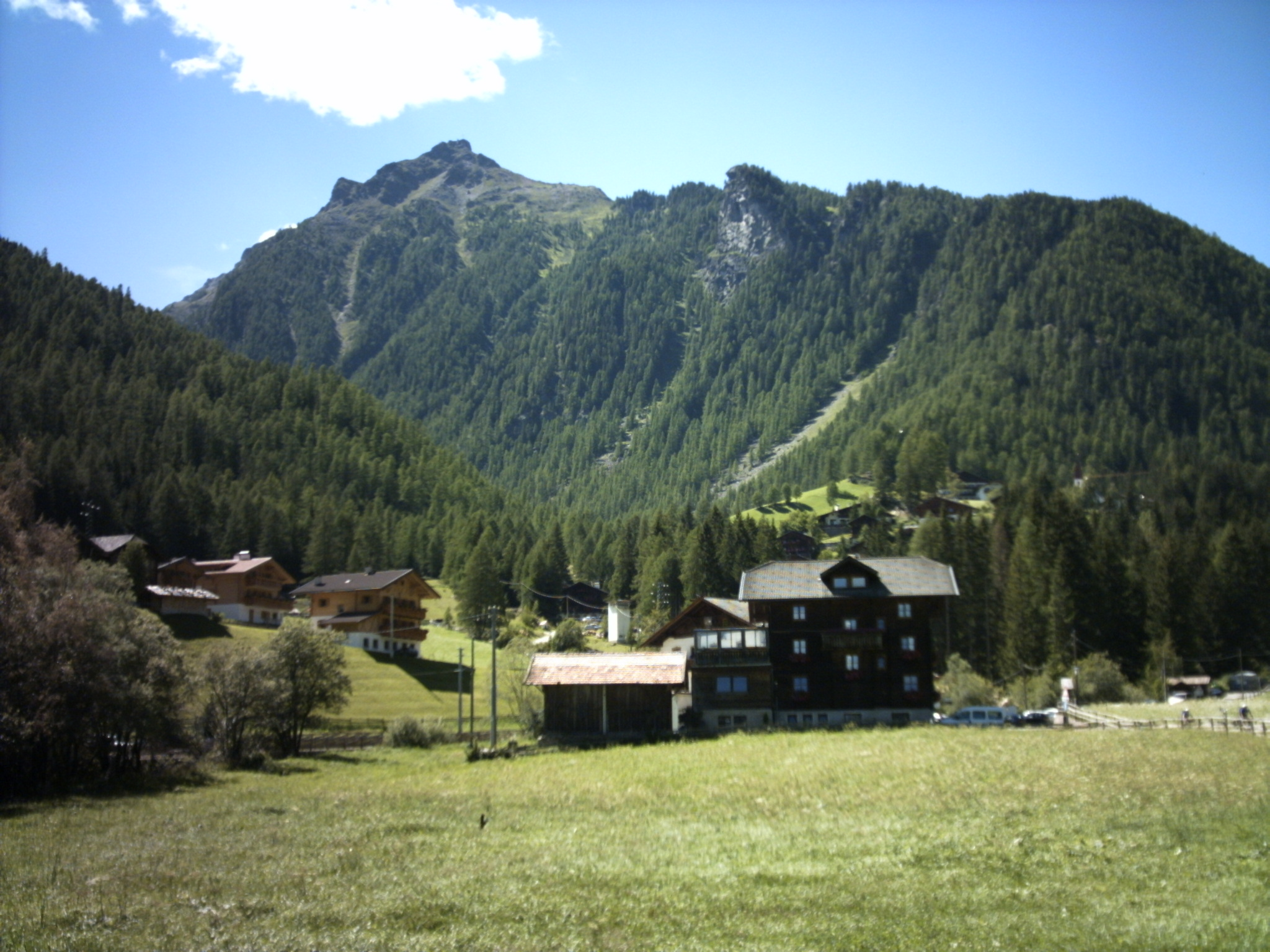
Santa Gertrude.
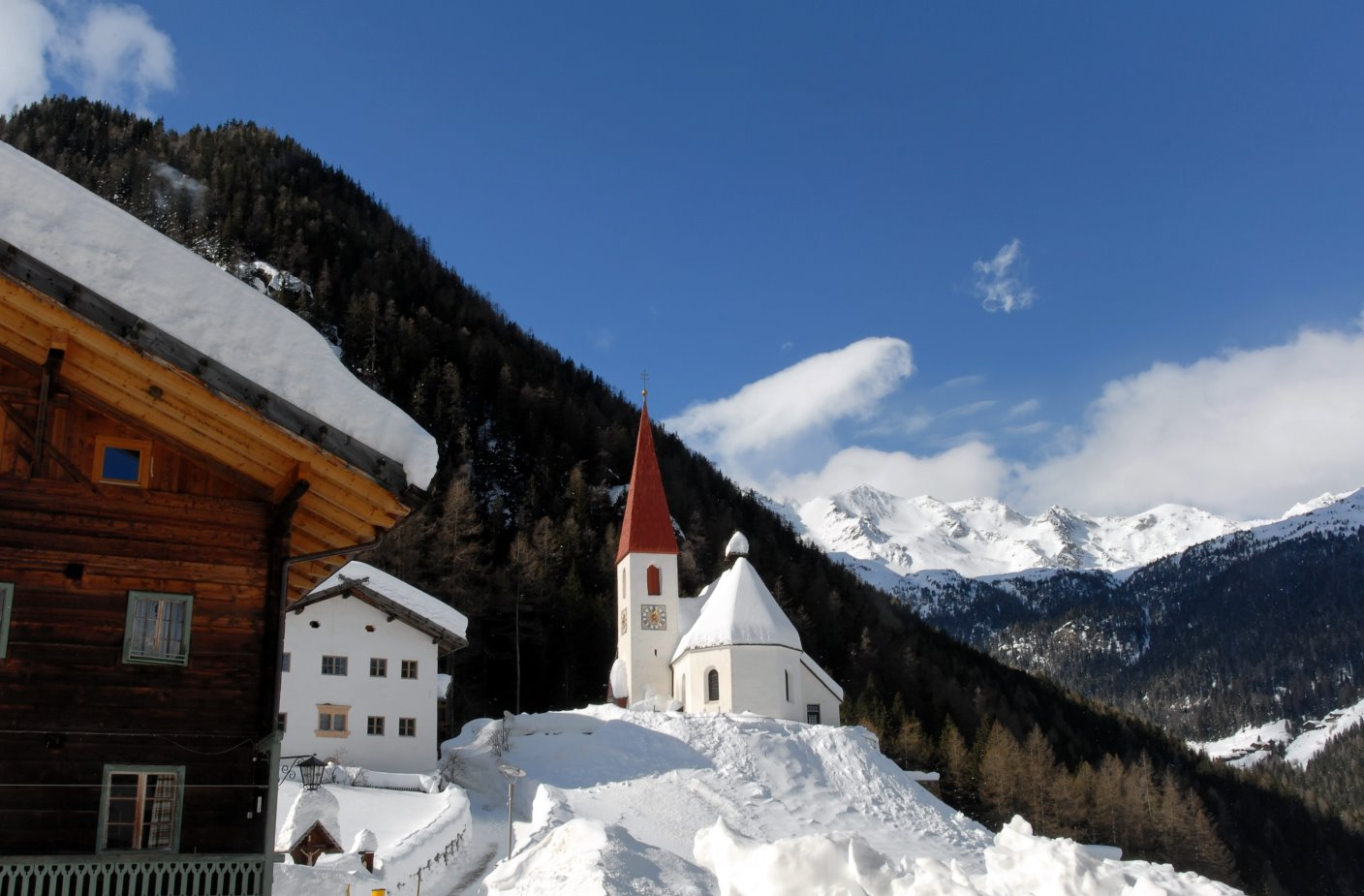
Santa Gertrude.
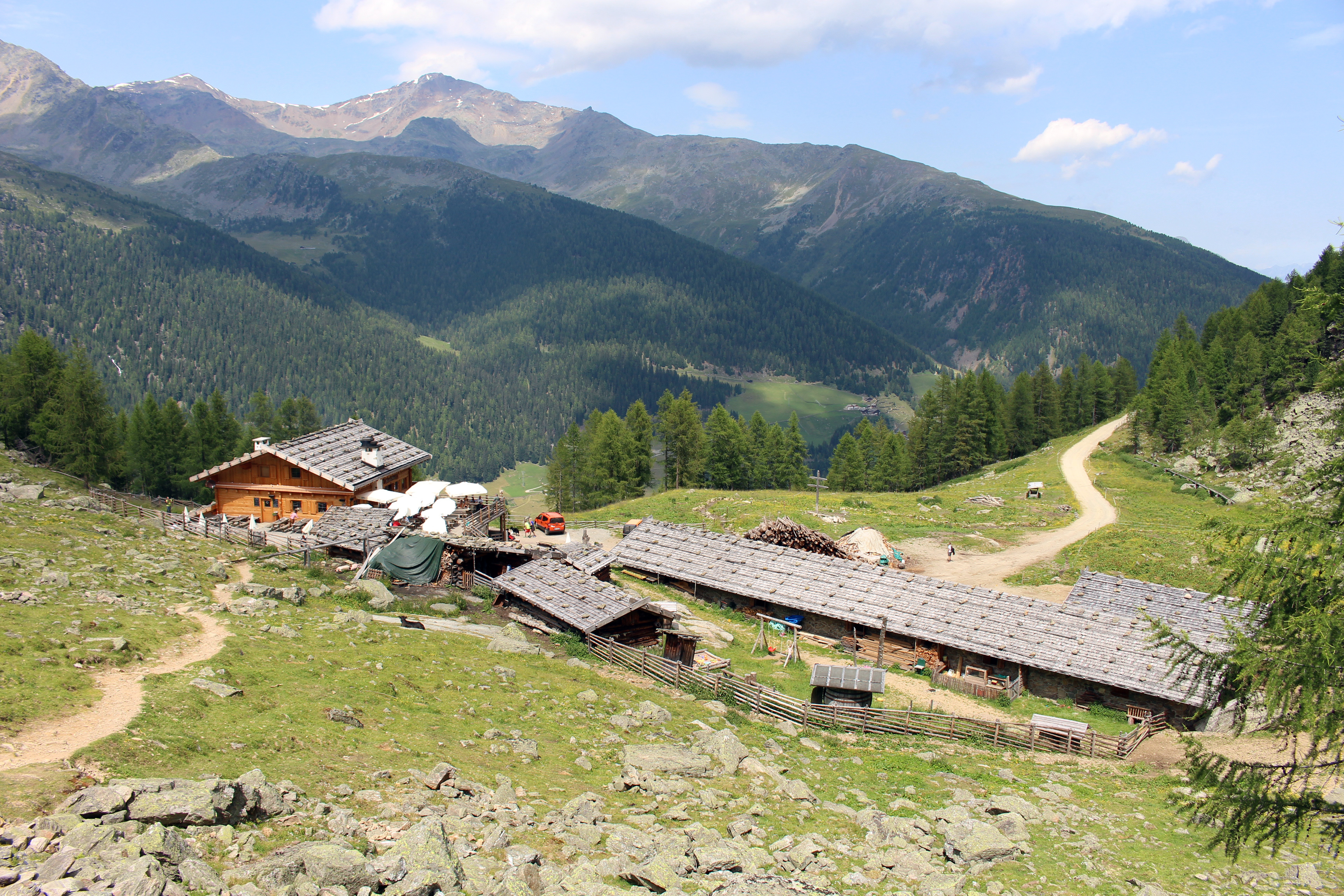